# Afsnit af Alias
Alias er en amerikansk tv-serie med Jennifer Garner i hovedrollen som Sydney Bristow. Serien består af 105 afsnit fordelt på fem sæsoner, og løb fra 2001 til 2006.

## Sæson 5 (2005-2006)
| Fjernsyn | Spire Denne artikel om et tv-program er en spire som bør udbygges. Du er velkommen til at hjælpe Wikipedia ved at udvide den. |